# Йордан Тунчев
Йордан Ангелов Тунчев е български офицер, генерал-майор от Държавна сигурност.

## Биография
Роден е на 1 януари 1933 г. в пазарджишкото село Пищигово. Завършва право в СУ „Климент Охридски“. От 12 март 1973 г. е началник на Държавна сигурност в Окръжното управление на МВР-Пазарджик. През 1975 г. изкарва 5 месечен контраразузнавателен курс в СССР. От 10 януари 1983 г. е началник на Окръжното управление на МВР-Пазарджик. След това до 1 декември 1991 г. е заместник-началник на управление. Съдебен заседател във Военната колегия от 1981 г. През 1986 г. е награден с орден „Народна република България“ III степен за участие във Възродителния процес.